# Harry Blackmun
Harry Andrew Blackmun (ur. 12 listopada 1908, zm. 4 marca 1999) – amerykański prawnik i sędzia, w latach 1970–1994 członek Sądu Najwyższego Stanów Zjednoczonych, jeden z najbardziej wpływowych i znanych sędziów. Jest m.in. autorem uzasadnienia decyzji w sprawie Roe v. Wade, uznającej prawo do dokonania przerwania ciąży. Już na emeryturze został jedynym sędzią Sądu Najwyższego, który zagrał rolę w filmie (Amistad). W 1996 roku został laureatem Nagrody Margaret Sanger.

## Wczesne lata
Urodził się w Nashville w Illinois (z powodu tożsamości nazw miast często błędnie podaje się, iż przyszedł na świat w Nashville, stolicy stanu Tennessee). Wychowywał się w Dayton's Bluff, dzielnicy miasta Saint Paul w Minnesocie. Jego rodzicami byli Corwin Manning Blackmun i Theo Huegely Reuter Blackmun. Przyszły sędzia z wyznania był metodystą. Był zdolnym dzieckiem, chociaż w pamiętniku skarżył się na problemy z pewnością siebie. Nie przeszkodziło mu to jednak zostać wybranym przewodniczącym samorządu uczniowskiego w liceum czy też wygrać miejski konkurs oratorski. Dzięki bardzo dobrym wynikom w nauce zdobył stypendium, które pozwoliło mu rozpocząć studia w Harvard College, gdzie w 1929 r. uzyskał licencjat (Artium Baccalaureus, A.B.) z matematyki. Dyplom zdobył wówczas z wyróżnieniem (summa cum laude). Rozważał kontynuowanie edukacji na kierunku medycznym, jednak m.in. za namową Warrena E. Burgera, przyjaciela jeszcze z czasów szkoły podstawowej, zdecydował się ostatecznie na studiowanie prawa. Został przyjęty na Wydział Prawa Uniwersytetu Harvarda (Harvard Law School), gdzie jednym z jego profesorów był Felix Frankfurter, późniejszy sędzia Sądu Najwyższego. Studia prawnicze okazały się dla niego trudne, plasował się mniej więcej w połowie roku, nie został też przyjęty do grona redaktorów przeglądu prawniczego. 23 czerwca 1932 r. zdobył dyplom licencjata nauk prawnych (Bachelor of Laws), jego wyniki na ostatnim roku dały mu 120. miejsce na 451 studentów.

### Rodzina
W roku 1941 poślubił Dorothy E. Clark, z którą miał trzy córki: Nancy, Sally i Susan. Dorothy przeżyła męża i zmarła 13 lipca 2006.

## Kariera przed Sądem Najwyższym
Po zakończeniu studiów Blackmun wrócił do Saint Paul, zdał egzamin do palestry i został asystentem sędziego Johna B. Sanborna w federalnym Sądzie Apelacyjnym dla Ósmego Okręgu. Asystentura trwała od 1 sierpnia 1932 r. do 31 grudnia 1933 r. Na początku 1934 r. został zatrudniony w najlepszej kancelarii prawnej w Minneapolis-St. Paul – Junell, Driscoll, Fletcher, Dorsey & Barker, gdzie specjalizował się w sprawach podatkowych. Jego kariera rozwijała się płynnie – w 1939 r. został młodszym partnerem, zaś w 1943 r. głównym partnerem. W tamtym okresie Blackmun wykładał również prawo nieruchomości i podatkowe w St. Paul College of Law (w latach 1935–1941) oraz prawo spadkowe i administracyjne na Wydziale Prawa Uniwersytetu Minnesoty (University of Minnesota Law School, w latach 1945–1947).
Najważniejszym klientem, którego obsługą zajmował się Blackmun w kancelarii Junell, Driscoll, Fletcher, Dorsey & Barker była Klinika Mayo. W 1949 r. kierownictwo tej kliniki zaoferowało Blackmunowi stanowisko radcy prawnego i członka zarządu. Po początkowym okresie niezdecydowania, Blackmun przyjął propozycję i wraz z rodziną przeniósł się do Rochester w Minnesocie, gdzie swoją siedzibę miał jego nowy pracodawca. Okres pracy w Klinice Mayo, trwający od 1 października 1950 r. do 3 listopada 1959 r. był później wspominany przez Blackmuna jako najszczęśliwszy w całym jego życiu zawodowym.
Pod koniec 1958 r. sędzia John B. Sanborn, zbliżający się do swoich 75. urodzin, poinformował Blackmuna, że zamierza przejść w stan spoczynku i chciałby, aby zastąpił go właśnie Blackmun. Orędownikiem tego pomysłu był również Warren E. Burger, który zajmował wówczas stanowisko sędziego prestiżowego sądu apelacyjnego w Waszyngtonie i miał znajomości pośród wpływowych członków administracji prezydenta Dwighta D. Eisenhowera. Blackmun uznał, że jest gotów podjąć się nowego wyzwania i kiedy wiosną 1959 r. otrzymał telefon od Lawrence’a E. Walsha, zastępcy prokuratora generalnego USA, zadeklarował, że przyjąłby ewentualną nominację sędziowską.
18 sierpnia 1959 r. prezydent Eisenhower nominował Blackmuna na stanowisko sędziego federalnego Sądu Apelacyjnego dla Ósmego Okręgu i skierował jego kandydaturę do akceptacji Senatu. Pomimo tego, że zbliżały się wybory prezydenckie, zaś Senat był zdominowany przez Demokratów, nominacja Blackmuna została zatwierdzona jednogłośnie. 4 listopada 1959 r. złożył przysięgę sędziowską, zaś 12 listopada 1959 r. wziął udział w swojej pierwszej rozprawie.

### Pierwsze znaczące sprawy
Orzekanie w sądzie apelacyjnym okazało się dla Blackmuna, wbrew jego początkowym oczekiwaniom, bardzo wymagającym doświadczeniem, głównie ze względu na przemiany, jakim podlegało amerykańskie prawo za sprawą odważnej jurysprudencji Sądu Najwyższego pod przewodnictwem Earla Warrena oraz nabierającej rozpędu desegregacji rasowej. W czasie swojej kadencji w Ósmym Okręgu, Blackmun był autorem 217 uzasadnień. Najbardziej znane sprawy, w których orzekał, to:
– Jones v. Alfred H. Mayer Co. Sprawa została wytoczona na podstawie przepisów ustawy o prawach obywatelskich z 1866 r. przez czarnego Amerykanina, któremu odmówiono sprzedaży nieruchomości ze względu na jego kolor skóry. Sąd musiał rozstrzygnąć, czy przedmiotowa ustawa zakazuje tylko dyskryminacji przez organy władzy publicznej czy też można ją zastosować również do tzw. prywatnej dyskryminacji. Blackmun, kierując się precedensowymi wyrokami Sądu Najwyższego z lat wcześniejszych, czuł się w obowiązku uznać, że Kongres nie miał prawa zakazywać prywatnej dyskryminacji, a zatem ustawa o prawach obywatelskich mogła obejmować tylko przypadki dyskryminacji przez władzę publiczną. W konsekwencji, powództwo nie zostało uznane. Orzeczenie to zostało później uchylone przez Sąd Najwyższy, który stwierdził, że uchwalając w 1866 r. ustawę o prawach obywatelskich Kongres zamierzał zakazać również prywatnej dyskryminacji, do czego miał prawo na podstawie trzynastej poprawki do konstytucji.
– Jackson v. Bishop. Sprawa została wytoczona przez trzech więźniów, którzy byli ofiarami kar cielesnych, stosowanych oficjalnie przez strażników więziennych (więźniów bito skórzanymi pasami). Sąd apelacyjny orzekł, że stosowanie kar cielesnych jest niezgodne z ósmą poprawką do konstytucji, która zakazuje okrutnego i niestandardowego karania. W uzasadnieniu do tego wyroku Blackmun napisał m.in., że „kary cielesne wywołują nienawiść do strażników, którzy je stosują, a także do systemu, który na takie kary zezwala”. Orzeczenie spotkało się z bardzo przychylnym przyjęciem w kręgach prawniczych w całych stanach Zjednoczonych.
– Pope v. United States. Blackmun po raz pierwszy zetknął się wówczas z karą śmierci. Oskarżonym był Duane Pope, uczelniana gwiazda futbolu amerykańskiego, który kilka dni po ukończeniu studiów napadł na bank w Big Springs w Nebrasce i zastrzelił trzech pracowników tego banku. Za skradzione pieniądze bawił się w kasynach w Las Vegas i brał udział w walkach byków w Tijuanie. Federalna ława przysięgłych odrzuciła obronę Pope’a, który powoływał się na swoją niepoczytalność, uznała go za winnego i skazała na karę śmierci. W apelacji Pope podnosił nieprawidłowości w wyborze składu ławy przysięgłych i kwestionował dowody psychiatryczne. Sąd apelacyjny utrzymał jednak w mocy wyrok skazujący. W uzasadnieniu Blackmun napisał, że instrukcje, jakie otrzymali przysięgli, były prawidłowe pod względem obowiązujących precedensów, a zatem brak było podstaw do uchylenia orzeczenia niższej instancji. Pomimo tego, że prywatnie Blackmun był przeciwnikiem kary śmierci, uważał iż decyzja dotycząca zniesienia tej kary powinna zostać podjęta przez legislaturę, a nie przez sądy. Należy jednak podkreślić, że w sprawie Pope v. United States sąd apelacyjny nie był proszony o ustosunkowanie się do konstytucyjności kary śmierci.

## Sąd Najwyższy
W 1969 r. Warren E. Burger został prezesem Sądu Najwyższego USA w miejsce Earla Warrena. W Sądzie Najwyższym był wówczas jeszcze jeden wakat związany z rezygnacją Abe’a Fortasa, spowodowaną ujawnieniem, że przyjmował pieniądze od finansisty z Wall Street. Przywilej nominacji następnego sędziego przypadł w udziale nowemu prezydentowi Richardowi Nixonowi. Nixon dążył do tego, żeby wprowadzić do Sądu prawnika reprezentującego stan z Południa USA, jednak dwaj zaproponowani przez niego sędziowie, Clement F. Haynsworth i G. Harrold Carswell, zostali odrzuceni przez Senat z uwagi na ich kontrowersyjne decyzje dotyczące praw obywatelskich.
9 kwietnia 1970 r. Blackmun otrzymał telefon od prokuratora generalnego USA Johna N. Mitchella, który zaprosił go na spotkanie do Waszyngtonu. Chwilę później zadzwonił Warren Earl Burger, najwidoczniej biorący udział w dyskusjach na temat obsadzenia wakującego stanowiska w Sądzie Najwyższym. Administracja Nixona nie mogła sobie pozwolić na kolejną wpadkę, dlatego priorytetem stało się znalezienie kandydata, który nie będzie miał problemów w kontrolowanym przez Demokratów Senacie.
W Waszyngtonie Blackmun spotkał się z kierownictwem Departamentu Sprawiedliwości w osobie Johna Mitchella, asystenta prokuratora generalnego Williama H. Rehnquista i Johnnie’ego M. Waltersa, stojącego na czele służb podatkowych. Był również przesłuchiwany przez agentów FBI. Na zakończenie, Mitchell zabrał Blackmuna do Białego Domu na rozmowę z prezydentem Nixonem.
14 kwietnia 1970 r. prezydent Nixon ogłosił, że nominuje Blackmuna na sędziego Sądu Najwyższego. Jeszcze w kwietniu odbyło się jego przesłuchanie przed senacką komisją ds. sądownictwa, w czasie którego nie pojawiły się żadne kontrowersje. Blackmun zapewniał, że pomimo przyjaźni, jaka łączyła go z prezesem Sądu Najwyższego, nie będzie miał problemu ze sprzeciwieniem się Burgerowi, jeżeli tylko zajdzie taka potrzeba. 12 maja 1970 r. Senat zatwierdził nominację Blackmuna stosunkiem głosów 94-0. Przysięgę sędziowską złożył 9 czerwca 1970 r.
Spodziewano się, że Blackmun, jako Republikanin, będzie zwolennikiem konserwatywnego interpretowania konstytucji, które obrazuje teoria konstrukcjonizmu, czyli ścisłe trzymanie się litery prawa i poszukiwanie takiego rozumienia przepisów, jakie było udziałem Ojców Założycieli. W ciągu pierwszych kilku lat, jakie Blackmun spędził orzekając w Sądzie Najwyższym, oczekiwania te w zasadzie spełniły się. Wyliczono, że głosował wówczas (lata 1970–1975) tak jak konserwatywny Burger w 87,5% spraw wywołujących najgłębsze podziały, natomiast z liberalnym sędzią Williamem Brennanem zgadzał się zaledwie w 13% przypadków. Proporcje te zaczęły się jednak z czasem odwracać. Katalizatorem ewolucji poglądów Blackmuna była sprawa Roe v. Wade, w której Sąd Najwyższy uznał, że konstytucja gwarantuje kobietom prawo do przerywania ciąży, a Blackmun był autorem uzasadnienia do tego wyroku. Po ogłoszeniu decyzji w sprawie Roe, coraz odważniej zaczął dostrzegać kolejne prawa obywatelskie, które można było wywieść z treści konstytucji, co oddalało go od Warrena Burgera. Następnym ważnym momentem była sprawa United States v. Nixon, kiedy to grupa sędziów, a wśród nich Blackmun, w sposób nieoficjalny przechwyciła z rąk Burgera autorstwo uzasadnienia wyroku (co prawda to Burger ogłosił publicznie treść uzasadnienia, jednak istotne jego fragmenty zostały napisane przez innych sędziów, którym nie podobał się projekt przygotowany przez Burgera), nakazującego prezydentowi Nixonowi udostępnienie taśm dotyczących afery Watergate. Uważa się, że sprawa Nixona stanowiła początek końca wieloletniej przyjaźni pomiędzy Blackmunem a Burgerem, gdyż Burger poczuł się dotknięty wsparciem Blackmuna dla sędziów tworzących alternatywne uzasadnienie. Uraza pogłębiała się coraz bardziej, gdy w kolejnych sprawach Blackmun i Burger znajdywali się po innych stronach barykady. Należy wskazać, że w latach 1975–1980 Blackmun głosował tak jak Brennan w 54,5% kontrowersyjnych przypadków, z Burgerem zgadzał się już tylko w 45,5% spraw. W ostatnich pięciu latach przed rezygnacją Burgera (1980-1985), Blackmun głosował razem z Burgerem zaledwie w 32,4% najbardziej dzielących spraw, podczas gdy stopień zgodności z Brennanem wzrósł do 70,6%. Po odejściu Warrena Burgera z Sądu Najwyższego, w latach 1986–1990, Blackmun głosował tak jak Brennan w 97,1% spraw. Na początku lat 90. Blackmun uważany był za najbardziej liberalnego sędziego orzekającego wówczas w Sądzie Najwyższym.

### Roe v. Wade
Powództwo zostało wytoczone w imieniu Normy L. McCorvey, występującej pod pseudonimem Jane Roe, w celu wstrzymania wykonalności ustawy uchwalonej przez legislaturę stanu Texas, na mocy której kryminalizowano dokonywanie aborcji w większości przypadków, z wyjątkiem zabiegów mających na celu ratowanie życia matki. 22 stycznia 1973 r. Sąd Najwyższy, większością głosów 7 do 2 (Burger, Douglas, Brennan, Stewart, Marshall, Blackmun, Powell – Rehnquist, White), opowiedział się po stronie Roe (McCorvey), uznając niekonstytucyjność zaskarżonej ustawy. Z uwagi na to, że Blackmun przez wiele lat obracał się w środowisku medycznym, jako radca prawny Kliniki Mayo, Warren Burger wyznaczył go do napisania uzasadnienia wyroku. Sąd stanął na stanowisku, że prawo kobiety do przerwania ciąży jest chronione przez jej prawo do prywatności, wynikające z czternastej poprawki do konstytucji, i może być ograniczone przez władzę tylko w ściśle określonych okolicznościach. W celu skonkretyzowania tych okoliczności, Blackmun posłużył się trymestrami ciąży. W okresie mniej więcej do końca pierwszego trymestru, decyzję o przeprowadzeniu zabiegu przerwania ciąży podejmuje wyłącznie lekarz i nie może dochodzić do żadnych ograniczeń ze strony władzy. W okresie następującym po zakończeniu pierwszego trymestru, władza publiczna może wprowadzać takie regulacje dotyczące zabiegu przerwania ciąży, które mają racjonalny związek z troską o zdrowie matki. W okresie, w którym płód osiąga zdolność utrzymania się przy życiu, władza publiczna, kierując się interesem związanym z ochroną ludzkiego życia, może wprowadzać regulacje dotyczące zabiegu przerwania ciąży, a nawet zakazać tego zabiegu, chyba że – w ocenie lekarza – aborcja jest konieczna w celu ratowania życia lub zdrowia matki.
Sprawa Roe jest jedną z najbardziej znanych i budzących największe kontrowersje w całej historii amerykańskiego Sądu Najwyższego. Miała fundamentalny wpływ na życie Blackmuna zarówno na płaszczyźnie zawodowej, jak i prywatnej. Od momentu ogłoszenia uzasadnienia wyroku rozpoczęła się jego wędrówka ku liberalnej stronie Sądu Najwyższego. Pomimo tego, że za takim, a nie innym rozstrzygnięciem głosowało również sześciu innych sędziów, to właśnie Blackmun był od tej pory kojarzony jako ten, który zalegalizował aborcję. Spotykał się za to z wyrazami wdzięczności i uwielbienia, ale również nienawiści, w tym groźbami śmierci. Im bardziej atakowane było napisane przez niego uzasadnienie, tym bardziej czuł się w obowiązku bronić jego słuszności. Chociaż w 1992 r. w sprawie Planned Parenthood v. Casey Sąd Najwyższy opowiedział się przeciwko stosowaniu zasady trymestrów, podtrzymał jednocześnie podstawową zasadę wynikającą z Roe, że konstytucja, poprzez prawo do prywatności wypływające z czternastej poprawki, gwarantuje również kobiecie prawo do podejmowania decyzji o poczęciu potomstwa. Prawo to musi pozostać wolne od nieuzasadnionej ingerencji ze strony władzy publicznej.

### Kara śmierci
W zdaniu odrębnym w sprawie Furman v. Georgia (1972) Blackmun wyraził swój „wstręt” i „odrazę” wobec kary śmierci, deklarując że gdyby był prawodawcą, głosowałby przeciwko jej stosowaniu. Jednocześnie jednak nie uważał, aby istniały względy historyczne, prawne czy konstytucyjne, które upoważniałyby sędziów do wydania orzeczenia o niedopuszczalności kary śmierci. Pomimo sprzeciwu Blackmuna, Sąd Najwyższy zdecydował wówczas, że skazywanie ludzi na śmierć w sposób arbitralny, bez jasnych i odnoszących się jednakowo do wszystkich osób przesłanek jej stosowania, jest niezgodne z ósmą poprawką do konstytucji. W konsekwencji, doszło do trwającego kilka lat moratorium na wykonywanie w USA najwyższego wymiaru kary.
Kiedy problem kary śmierci znów stanął przez Sądem Najwyższym w 1976 r. Blackmun ponownie głosował za uznaniem jej za konstytucyjnie dopuszczalną. Tym razem, w sprawie Gregg v. Georgia, większość sędziów była zdania, że część zaskarżonych przepisów w sprawie kary śmierci, uchwalonych już po wyroku w sprawie Furmana, jest zgodna z konstytucją. Oznaczało to równocześnie, że Sąd Najwyższy stanął na stanowisku, iż kara śmierci sama w sobie nie jest sprzeczna z zakazem okrutnego i niestandardowego karania, wyrażonym w ósmej poprawce do konstytucji.
W sprawie Coker v. Georgia (1977), dotyczącej problemu konstytucyjności kary śmierci wymierzonej za zgwałcenie kobiety, Blackmun przyłączył się do większości sędziów, uznających że:
„gwałt bez wątpliwości zasługuje na poważną karę; jednak pod względem moralnego zdeprawowania i krzywdy wyrządzonej innej osobie i społeczeństwu, nie można go porównać z zabójstwem, które polega na nieusprawiedliwionym odebraniu ludzkiego życia. Aczkolwiek może mu towarzyszyć inne przestępstwo, gwałt z definicji nie obejmuje śmierci bądź nawet poważnych obrażeń zadanych innemu człowiekowi. Zabójca zabija; gwałciciel, o ile nie dochodzi do innych czynów, nie. Dla ofiary zabójcy życie dobiega końca; dla ofiary gwałtu, życie może nie być tak szczęśliwe jak wcześniej, jednak nie dobiega ono końca i zazwyczaj można je naprawić. Mamy niezłomne przeświadczenie, że kara śmierci, która jest unikalna w swojej surowości i nieodwracalności, stanowi nadmierną karę dla gwałciciela, który, jako taki, nie odbiera ludzkiego życia.”
Pogląd Blackmuna na karę śmierci ewoluował z upływem lat. Istotne znaczenie należy tutaj przypisać sprawie Herrera v. Collins (1993), w której Sąd Najwyższy rozstrzygnął, stosunkiem głosów 6-3, że osobie skazanej za popełnienie przestępstwa (Herrera został skazany na śmierć za zabójstwo), która podnosi swoją niewinność na podstawie nowo odkrytych dowodów, nie przysługuje prawo do ponownego procesu. Blackmun zgłosił zdanie odrębne do tego wyroku, w którym napisał, że „nic nie może być bardziej sprzeczne ze współczesnymi standardami przyzwoitości bądź bardziej szokujące dla sumienia niż wykonanie egzekucji na człowieku, który jest faktycznie niewinny”. W jego ocenie, „egzekucja osoby, która może wykazać swoją niewinność, niebezpiecznie ociera się o proste morderstwo”.
Po sprawie Herrery, latem 1993 r. Blackmun zdecydował, że nadszedł czas, aby jednoznacznie wypowiedzieć się przeciwko karze śmierci. Polecił wówczas swoim asystentom przygotowanie projektu zdania odrębnego, które można będzie zgłosić przy odpowiedniej okazji. Równolegle do pisania tekstu trwały zatem poszukiwania sprawy, dającej najlepszą możliwość publicznego ogłoszenia sprzeciwu wobec kary śmierci. Kiedy na początku 1994 r. do Sądu Najwyższego trafiła rutynowa sprawa osoby skazanej na śmierć, Callins v. Collins, w Izbie Blackmuna uznano, że nadszedł właściwy moment. Gdy większość sędziów odmówiła rozpatrzenia sprawy, Blackmun zgłosił zdanie odrębne, stwierdzając że „od tej pory nie będzie dłużej majstrował przy machinie śmierci”. Wyraził przy tym nadzieję, że:
„być może pewnego dnia ten Sąd wypracuje reguły proceduralne lub werbalne sformułowania, które zapewnią konsekwencję, sprawiedliwość i niezawodność mechanizmu skazywania na najwyższy wymiar kary. Nie jestem optymistą, że taki dzień nadejdzie. Jestem jednak większym optymistą, że w końcu ten Sąd dojdzie do wniosku, iż wysiłek wkładany w wyeliminowanie arbitralności przy jednoczesnym utrzymaniu sprawiedliwości w zadawaniu śmierci, jest w tak oczywisty sposób skazany na niepowodzenie, że musi on – tak jak i kara śmierci – zostać całkowicie zaniechany. Może nie dożyję tego dnia, ale wierzę, że w końcu nastanie.”
Po zdaniu odrębnym w sprawie Callinsa, Blackmun składał zdanie odrębne za każdym razem, gdy Sąd Najwyższy odmawiał rozpatrzenia spraw dotyczących kary śmierci.

### Inne sprawy
W głośnej sprawie DeShaney v. Winnebago County Blackmun napisał emocjonalny wniosek mniejszości. Na mocy tej sprawy 10-letni Joshua DeShaney, nad którym opiekę po rozwodzie sąd w Wyoming przyznał ojcu Randy’emu, który potem często go maltretował, pozostał wraz z nim, gdyż sądy odmówiły interwencji w tej sprawie (odebrania prawa do wychowania). Do wniosku Blackmuna dołączyli wówczas Brennan i Marshall.
W 1992 napisał wniosek większości w sprawie Planned Parenthood v. Casey, która utrzymywała w mocy postanowienia Roe v. Wade. W sprawie Herrera v. Collins ponownie napisał wniosek mniejszości, argumentując w nim, iż egzekucja osoby bez wystarczających dowodów winy i braku możliwości skutecznej obrony jest po prostu morderstwem.

## Odejście
W kwietniu Blackmun, który od lat 80. był praktycznie jednym z najbardziej liberalnych sędziów Sądu Najwyższego, ogłosił zamiar odejścia na emeryturę. Na jego miejsce prezydent Bill Clinton mianował, zatwierdzonego przez Senat, Stephena Breyera.
22 lutego 1999 Blackmun poważnie zaniemógł i, mimo szybkiem operacji, zmarł w dziesięć dni później. Pochowano go na narodowym cmentarzu w Arlington. Zmarła niedawno żona pochowana została obok niego.

### Amistad
W 1997 Blackmun zagrał rolę sędziego Sądu Najwyższego Josepha Story’ego w głośnym filmie Stevena Spielberga Amistad (Story był jednym z jego bezpośrednich poprzedników).
W pamiętnej sprawie Amistadu sędzia Story był autorem orzeczenia, na mocy którego porwani Afrykańczycy którzy niedaleko wybrzeża USA wzniecili bunt i przejęli kontrolę nad statkiem „Amistad” zostali uwolnieni. Była to jedna z precedensowych spraw, jak się potem okazało, na drodze do zniesienia niewolnictwa.
Co prawda Blackmun pojawia się na krótko, pod koniec filmu, kiedy czyta decyzję, to jednak Spielberg powiedział potem: Sędzia Story napisał doskonałe uzasadnienie wyroku i my wykorzystaliśmy jego część w filmie. Sędzia Blackmun wygłosił je dokładnie tak samo jak przed Sądem Najwyższym i ja miałem wrażenie, że to sędzia Story wydaje wyrok w 1841 roku. Reżyser przyznał też, iż czuł się zaszczycony udziałem Blackmuna w filmie.